# Anomis exacta
Anomis exacta är en fjärilsart som beskrevs av Jacob Hübner 1826. Anomis exacta ingår i släktet Anomis och familjen nattflyn. Inga underarter finns listade i Catalogue of Life.